# Броктон (Массачусетс)
Броктон (англ. Brockton) — місто (англ. city) в США, в окрузі Плімут штату Массачусетс. Станом на 2010 рік згідно перепису населення, у місті проживало 93 810 осіб. Броктон, поряд з містом Плімут — окружний центр. Це сьоме за розміром місто в штаті. Місто іноді називають «City of Champions» (укр. Місто чемпіонів), переважно завдяки успіхам боксерів Роккі Марчіано та Марвіна Хаглера, для яких це місто є рідним, а також відомому Броктонскому Університетові (англ. Brockton High School).

## Географія
Броктон розташований за координатами 42°4′57″ пн. ш. 71°1′29″ зх. д. / 42.08250° пн. ш. 71.02472° зх. д. (42.082543, -71.024638). За даними Бюро перепису населення США в 2010 році місто мало площу 55,75 км², з яких 55,24 км² — суходіл та 0,51 км² — водойми.

## Демографія
Згідно з переписом 2010 року, у місті мешкало 93 810 осіб у 33 303 домогосподарствах у складі 22 479 родин. Густота населення становила 1683 особи/км². Було 35552 помешкання (638/км²).
Расовий склад населення:
| - 46,7 % — білих - 31,2 % — чорних або афроамериканців - 2,3 % — азіатів - 0,4 % — корінних американців - 0,1 % — вихідців з тихоокеанських островів - 12,5 % — осіб інших рас |

До двох чи більше рас належало 6,9 %. Частка іспаномовних становила 10,0 % від усіх жителів.
За віковим діапазоном населення розподілялося таким чином: 25,7 % — особи молодші 18 років, 62,4 % — особи у віці 18—64 років, 11,9 % — особи у віці 65 років та старші. Медіана віку мешканця становила 35,9 року. На 100 осіб жіночої статі у місті припадало 92,6 чоловіків; на 100 жінок у віці від 18 років та старших — 88,1 чоловіків також старших 18 років.
Середній дохід на одне домашнє господарство становив 60 272 долари США (медіана — 47 557), а середній дохід на одну сім'ю — 68 224 долари (медіана — 56 679). Медіана доходів становила 44 252 долари для чоловіків та 39 354 долари для жінок. За межею бідності перебувало 18,6 % осіб, у тому числі 27,9 % дітей у віці до 18 років та 13,1 % осіб у віці 65 років та старших.
Цивільне працевлаштоване населення становило 42 662 особи. Основні галузі зайнятості: освіта, охорона здоров'я та соціальна допомога — 29,4 %, роздрібна торгівля — 12,9 %, мистецтво, розваги та відпочинок — 9,7 %, виробництво — 9,0 %.